# 安德魯縣 (密蘇里州)
安德魯县（英語：Andrew County）是美国密蘇里州西北部的一個縣，西南隔密苏里河與堪薩斯州相望，面積1,131平方公里。根據2020年美國人口普查，共有人口18,135人。縣治薩凡納（Savannah）。該縣成立於1841年1月29日，縣名紀念在薩凡納和聖路易斯執業的律師安德魯·傑克遜·戴維斯（Andrew Jackson Davis）。